# Kizhakke Pisharath Balakrishnan
Kizhakke Pisharath Balakrishnan es un diplomático indio retirado.
- Kizhakke Pisharath Balakrishnan es hijo de  N.P. Krishna Pisharoty
- En 1963 entró al Indian Foreign Service.
- De 1964 a 1966 fue empleado en Brussels.
- De 1967 a 1970 fue empleado en Londres.
- De 1972 a 1976 fue primer secretario de embajada en Viena.
- De 1979 a 1980 fue primer secretario de embajada en Rangún.
- De 1980 a 1983 fue ministro de embajada en Moscú.
- De 1983 a 1986 tenía Exequatur como Cónsul General en Fráncfort del Meno.
- De febrero de 1986 a mayo de 1989 fue embajador en Saná (Yemen del Norte).
- De 1989 a 1991 fue embajador en Adís Abeba con coacredición en Yibuti (ciudad) (Yibuti)
- De 1991 a 1994 fue secretario adjunto del Ministerio de Asuntos Exteriores (India).
- Del 01 de agosto de 1994 01 de septiembre de 1994 al 31 de octubre de 2000 fue embajador en Berna con coacredicíon ante la Santa Sede y Vaduz (Principado de Liechtenstein).[1]